# Saint-Jean-d'Assé
Saint-Jean-d'Assé è un comune francese di 1 470 abitanti situato nel dipartimento della Sarthe nella regione dei Paesi della Loira.

## Società

### Evoluzione demografica
Abitanti censiti